# Ines Poggetto
Ines Poggetto (Torino, 6 gennaio 1919 – Lanzo Torinese, 20 febbraio 2007) è stata una partigiana, storica e poetessa italiana; durante la seconda guerra mondiale ricoprì il ruolo di staffetta partigiana con compiti di collegamento e rifornimento armi.

## Biografia
Ines Poggetto nasce a Torino da una famiglia antifascista dichiarata. Il padre Moise, ebreo, venditore ambulante, e la madre Natalina Margherita Rolando, cattolica, sarta, sono sposati solo civilmente e dal matrimonio nascono due figlie: la primogenita muore a due anni, Ines non ha la possibilità di conoscerla.
Si trasferisce con la famiglia a Lanzo Torinese, frequenta il collegio a Giaveno e successivamente a Vallecrosia vicino a Bordighera dove si diploma maestra nel 1938. Inizialmente insegna a Pugnetto, frazione di Mezzenile, e in seguito a Monasterolo di Cafasse. Successivamente a Balangero e Lanzo.
Durante la Seconda Guerra Mondiale risiede a Lanzo nella casa di suo cugino Natale “Rolandino” Rolando, comandante partigiano. “La Resistenza a Lanzo è nata in questa casa”: così racconta Ines, che ricopre il ruolo di staffetta con compiti di collegamento e rifornimento armi. L'abitazione, dove dal gennaio 1944 vivono solo Ines e la madre, è più volte oggetto di perquisizioni da parte dei nazifascisti. Numerose volte le due donne vengono prelevate ed interrogate causa la parentela con Rolandino.
Il 28 aprile 1944, nella casa di Rolandino, Moise viene arrestato: dopo aver trascorso quattro giorni presso le scuole comunali di Lanzo viene condotto alle Carceri Nuove di Torino e poi nel Campo di Fossoli dove Ines riesce a incontrarlo un'ultima volta. In seguito il padre viene trasferito ad Auschwitz dove muore il 6 agosto 1944. Solo nel settembre del 1945 la figlia viene a sapere della morte del padre.
Dopo la battaglia di Lanzo (26 giugno 1944), Ines viene arrestata e condotta inizialmente presso la caserma Peradotto di Lanzo (occupata dalle truppe della RSI), in seguito trasferita alla Caserma Alessandro La Marmora in via Asti a Torino ed infine alle Carceri Nuove, sempre a Torino. Viene liberata grazie all’intervento del Dottor Canepa, l'allora Provveditore agli Studi.
Dopo la fine della guerra, si laurea in Lettere presso la Facoltà di Magistero dell’Università di Torino ed inizia ad insegnare presso la Scuola Media "Giovanni Cena" di Lanzo. Nel 1959 diventa socio ordinario della Società Storica delle Valli di Lanzo, di cui successivamente diventa vicepresidente. Per motivi di famiglia, va in pensione nel 1973. Partecipa attivamente e con passione alla vita culturale di Lanzo, meritandosi l'appellativo di "anima intensa delle Valli". Dal 1964 al 1970 ricopre la carica di Assessore alla Cultura e all'Istruzione nel Comune di Lanzo.
Contribuisce alla creazione della Biblioteca Civica di Lanzo “Augusto Cavallari Murat”, inaugurata nel 1970 nei locali adiacenti alla Torre di Aymone di Challant.
Nel 1975 promuove a Lanzo la nascita di un ufficio di corrispondenza dell'Istituto Storico della Resistenza in Piemonte, primo nucleo del Centro di Documentazione di Storia Contemporanea e della Resistenza "Nicola Grosa".
Nel 1978 favorisce la costituzione del Comitato per la celebrazione del Sesto Centenario del Ponte del Diavolo.
Ricopre per vari anni la carica di presidente dell'Azione Cattolica lanzese. Promuove una serie di iniziative culturali e storiche, tra cui gli incontri con Primo Levi e con altri protagonisti della Resistenza nella primavera del 1979.
Muore a Lanzo il 20 febbraio 2007. Qualche settimana prima, aveva partecipato all’inaugurazione della nuova sede del Centro di Documentazione di Storia Contemporanea e della Resistenza "Nicola Grosa", vicino alla Torre civica di Aymone di Challant, in via Leopoldo Usseglio 5/A.
Nel 2009 il Comune di Lanzo le intitola la Scuola dell'Infanzia.
(Caterina Calza,  Ines Poggetto, un esempio di vita)

## Opere poetiche in piemontese
Ines Poggetto è autrice di quattro raccolte poetiche in lingua piemontese: “Splùe dël cheur” (1962); “Splùe” (1988); “Maèstra” (2001); “Giòle” (2009).
La prima raccolta si compone di venticinque testi poetici, scritti tra il 1946 (“Lans”) e il 1962 (“Splue”); i componimenti non sono disposti secondo l’ordine cronologico. Nell’edizione del testo del 1988, uscita con il titolo di “Splue”, l’autrice, ad apertura della stessa, scrive: “Nel preparare questa nuova edizione delle mie poesie, voluta da amici carissimi a cui va il mio grazie commosso, ho pensato che, proprio per come queste poesie sono nate, non sarebbe stato inutile fare di ciascuna un po’ di storia, seguendone, in linea di massima, l’ordine cronologico”.  Questa seconda raccolta ha al suo interno otto testi in più rispetto all’edizione precedente, composti tra il ’62 e l’87. “Splue” è la parola che compare nel titolo delle due raccolte e rimanda all’omonimo componimento in esse contenute ad introduzione del quale, nell’edizione del 1988, l’autrice scrive: “A giustificazione del titolo (ndr della raccolta) scrissi i versi che seguono, in cui riconosco i limiti della mia poesia: faville che brillano nel loro piccolo mondo, ma povere cose, effimere, nel cielo della Poesia vera. E tuttavia il bisogno e il piacere di godere di quell’attimo creativo intorno a cui fiorisce la simpatia”.
La terza raccolta di poesie inedite (ventisette) s'intitola “Maestra” e viene pubblicata nel 2001; la quarta, “Giole”, esce post mortem, a due anni dalla scomparsa dell’autrice, nel 2009. “Nel 2001 era stata lei stessa (ndr Ines) a scegliere le poesie per Maestra, pubblicate in suo onore dalla Società Storica delle Valli di Lanzo, in occasione del conferimento del Sigillo d’Oro per gli alti meriti conseguiti nella sua lunga vita di ispiratrice e animatrice culturale di Lanzo e delle Valli. L’ultima raccolta (ndr Giole) esce invece come atto di affetto e stima del Comitato del Ponte del Diavolo in occasione dell’intitolazione a Ines Poggetto della Scuola dell’Infanzia di Lanzo, che dai primi anni '200' accoglie i bimbi della cittadina capofila delle Valli in locali confortevoli ed attrezzati. […] Il titolo Giole è stato scelto perché, insieme a Splùe, è il termine che ricorre più volte nel linguaggio poetico di Ines per indicare le faville (piccole cose) che hanno ispirato i suoi versi”. I quarantasette testi della raccolta “Giole” sono suddivisi in nove sezioni tematiche: “Voi brevi di farfalle lievi”; “Mia famija”; “J’amis”; “Me pais”; “Natal”; “Pasqua”; “Meditassiun”; “Frise ‘d saviessa”; “Cel e terra”.

## Opere
- Splùe dël cheur (rime lansseise), Lanzo Torinese, Tipografia Nepote- Lanzo Torinese, 1962.
- Analisi della simbologia popolare in A. Audisio, B. Guglielmotto-Ravet (a cura di), Analisi ambientale-culturale di un monumento. Il ponte del Roc o del Diavolo a Lanzo Torinese, Società storica delle Valli di Lanzo, XXV, 1978, pagg. 133-144.
- Splùe, Lanzo Torinese, 1988
- Pagine di storia lanzese, 1943-1945: cronache del Collegio salesiano S. Filippo Neri e appunti del vicario teol. Enrico Frasca  (a cura di), Lanzo Torinese, Società storica delle Valli di Lanzo, 1988
- Pagine di storia lanzese. La cappella e l’Abbadia della Madonna di Loreto in Lanzo dal 1600 ad oggi, Società storica delle Valli di Lanzo, 1989.
- Echi della villeggiatura nelle Valli di Lanzo: (1889-1910), in collaborazione con Drappero Fernanda, Pro Loco di Germagnano, 1989.
- La Resistenza nelle Valli di Lanzo, marzo 1995, dattiloscritto in proprio.
- Maèstra, Società storica delle Valli di Lanzo, 2001.
- Giòle (opera postuma), Comitato Ponte del Diavolo, 2009.

## Onorificenze
- 1974: Cavaliere al merito della Repubblica Italiana.
- 2001: Sigillo d’Oro conferito dalla Società Storica delle Valli di Lanzo.